# Achterwetering
Achterwetering (52° 09′ N, 5° 09′ L) é uma vila dos Países Baixos, na província de Utrecht. Achterwetering pertence ao município de De Bilt, e está situada a 4 km, a noroeste de Bilthoven.
A área de Achterwetering, que também inclui as partes periféricas da cidade, bem como a zona rural circundante, tem uma população estimada em 90 habitantes.